# Grön skratthärfågel
Grön skratthärfågel (Phoeniculus purpureus) är en vanligt förekommande afrikansk fågel i familjen skratthärfåglar inom ordningen härfåglar och näshornsfåglar.

## Utseende
Grön skratthärfågel är en stor (upp till 44 centimeter lång) och långstjärtad mörk fågel med lång och tunn, röd, nerböjd näbb. Den är metalliskt mörkgrön med purpurfärgad rygg och en väldigt lång diamantformad stjärt. Vita inslag på vingar och stjärt är mycket tydliga i flykten. Könen är lika medan ungfågeln har svart näbb.

## Utbredning och systematik
Grön skratthärfågel delas in i sex underarter med följande utbredning:
- Phoeniculus purpureus guineensis – Senegal och Gambia till norra Ghana, Nigeria, Tchad och Centralafrikanska republiken
- Phoeniculus purpureus senegalensis – södra Senegal och Gambia till södra Ghana
- Phoeniculus purpureus niloticus – Sudan till västra Etiopien och nordöstra Demokratiska republiken Kongo
- Phoeniculus purpureus marwitzi – östra Uganda och Kenya till centrala och östra KwaZulu-Natal, två observationer från Somalia
- Phoeniculus purpureus angolensis – Angola till västra Zambia, västra Zimbabwe, Namibia och Botswana
- Phoeniculus purpureus purpureus – Sydafrika (östra Västra Kapprovinsen till södra och centrala KwaZulu-Natal)

## Levnadssätt
Grön skrattfågel är en kooperativt häckande fågel och ett vanligt inslag i skogsområden och trädgårdar i större delen av Afrika söder om Sahara. Den ses i grupper om upp till ett dussintal fåglar, med endast ett häckande par. Den häckande honan lägger två till fyra ägg i ett hål i ett träd och ruvar dem i cirka 18 dagar. Hon och ungarna matas av resten av gruppen, även efter ungarna är flygga och har lämnat boet. Gruppen försvarar ungarna aggressivt mot inkräktare. Arten boparasiteras av svartstrupig honungsvisare (Indicator indicator) och mindre honungsvisare (Indicator indicator).

### Föda
Fågeln är en insektsätare som livnär sig mest på marken, på termitstackar eller på trädstammar. Dess specialiserade klor gör att den lätt kan klamra sig fast på undersidan av grenar medan den söker efter insekter i barken.

## Status och hot
Arten har ett stort utbredningsområde och en stor population, men tros minska i antal på grund av skogsavverkning, dock inte tillräckligt kraftigt för att den ska betraktas som hotad. Internationella naturvårdsunionen IUCN kategoriserar därför arten som livskraftig (LC). Världspopulationen har inte uppskattats men den beskrivs som mycket vida spridd och ofta lokalt ganska vanlig eller vanlig.

## Bilder

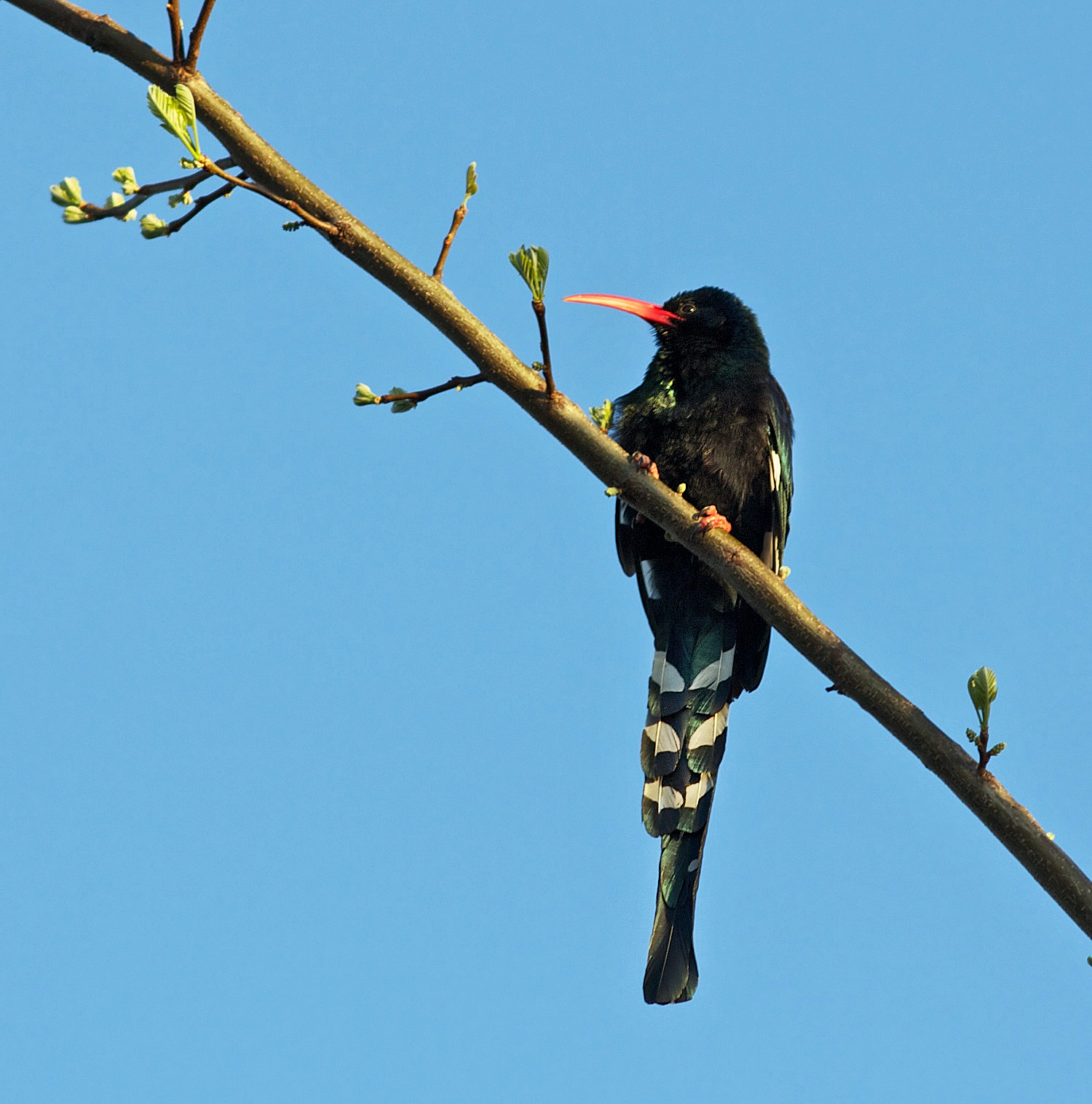
Sydafrika
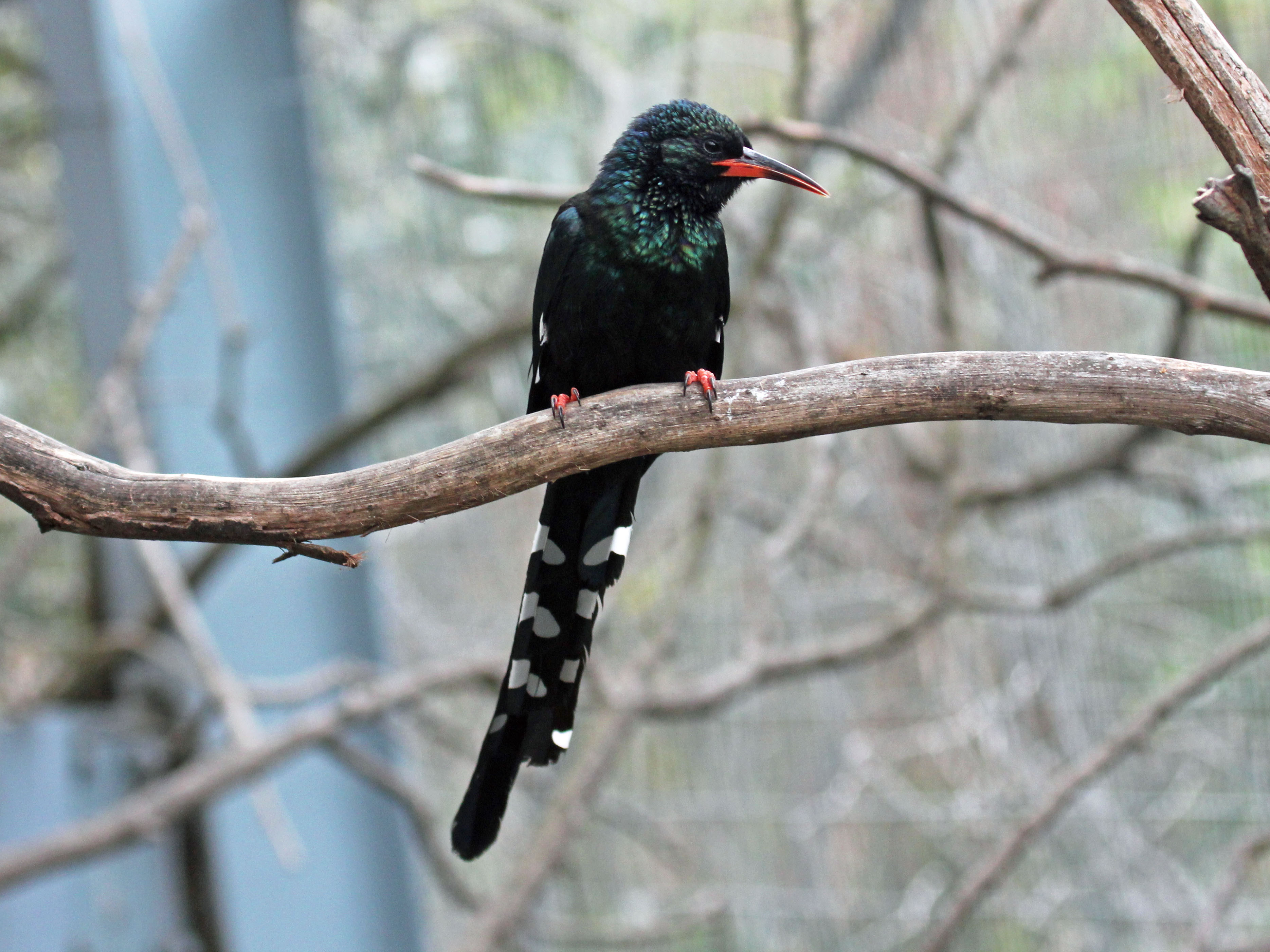
San Diego Zoo
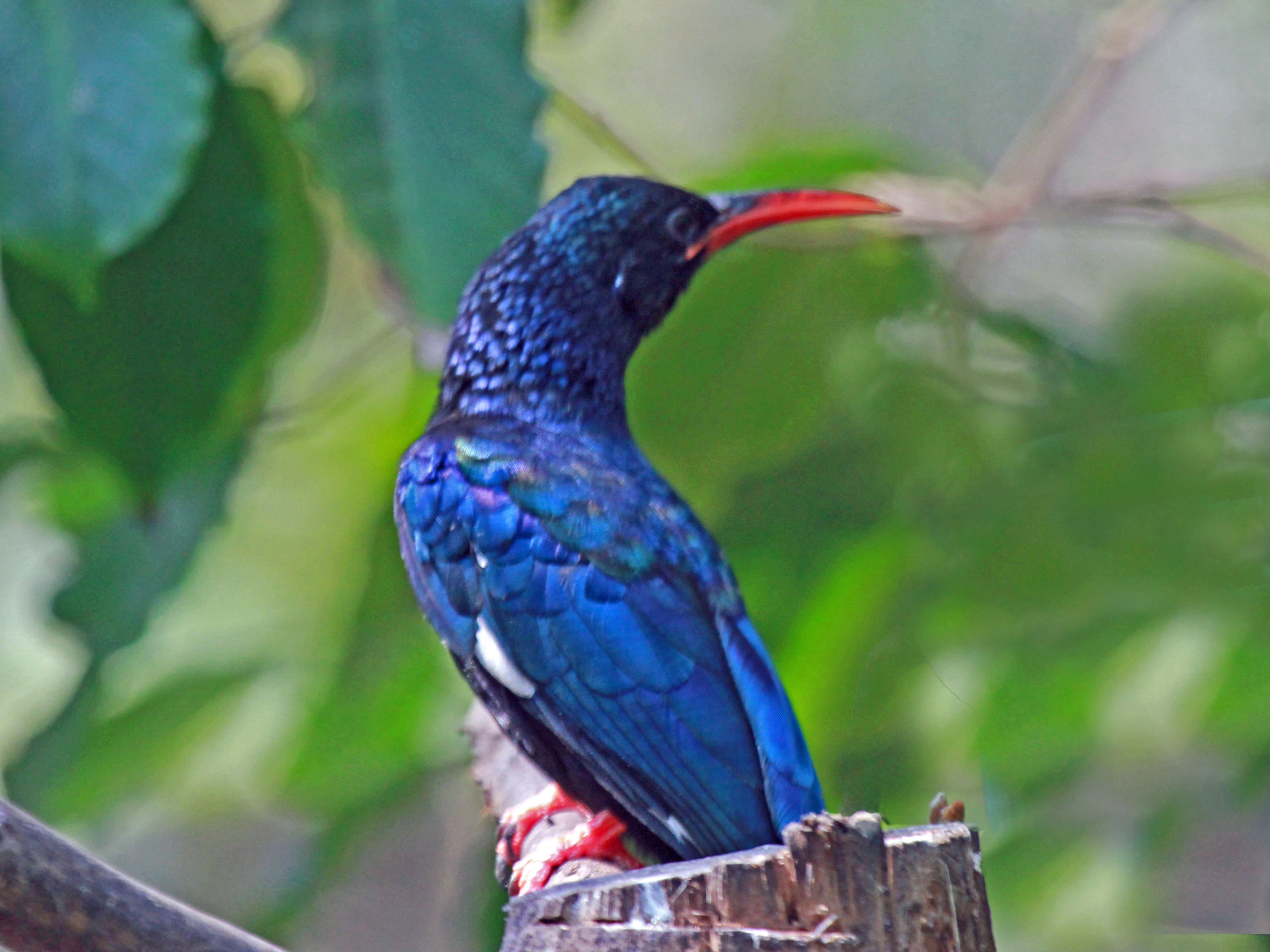
North Carolina Zoo
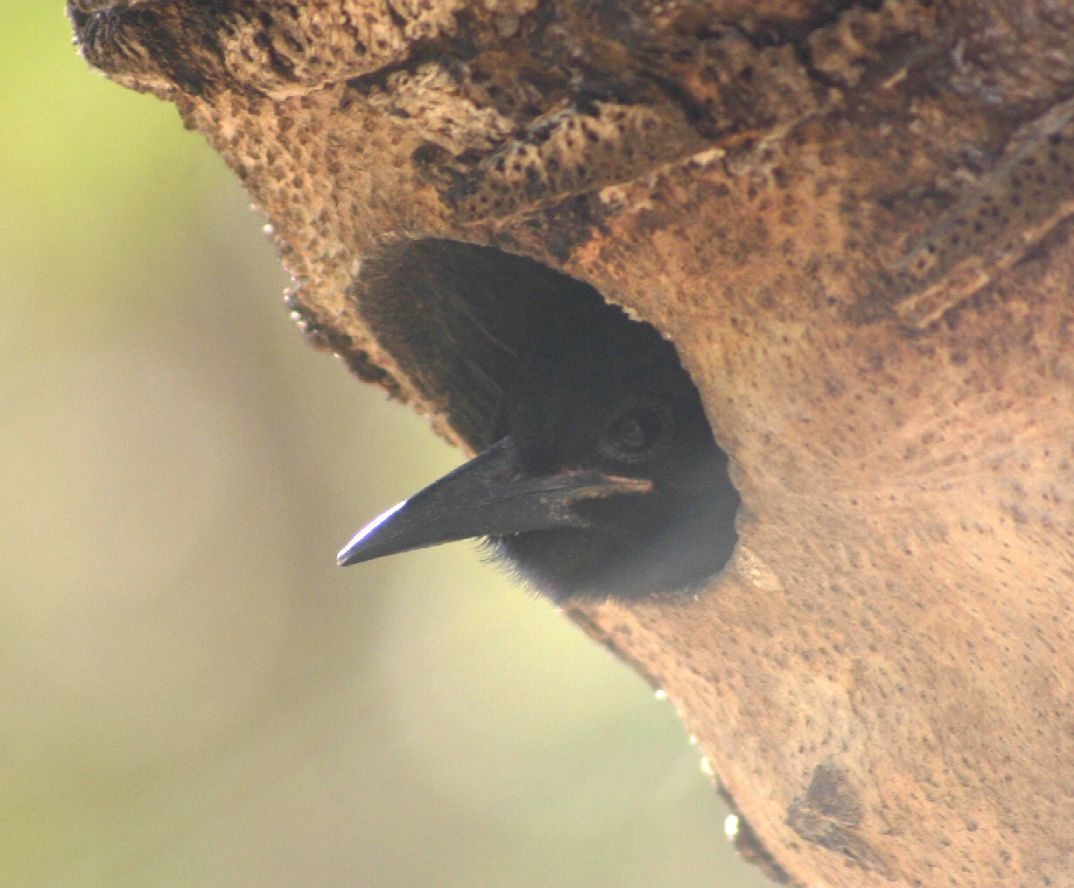
Nyligen flygg ungfågel med svart näbb i ett gammalt barbettbo.
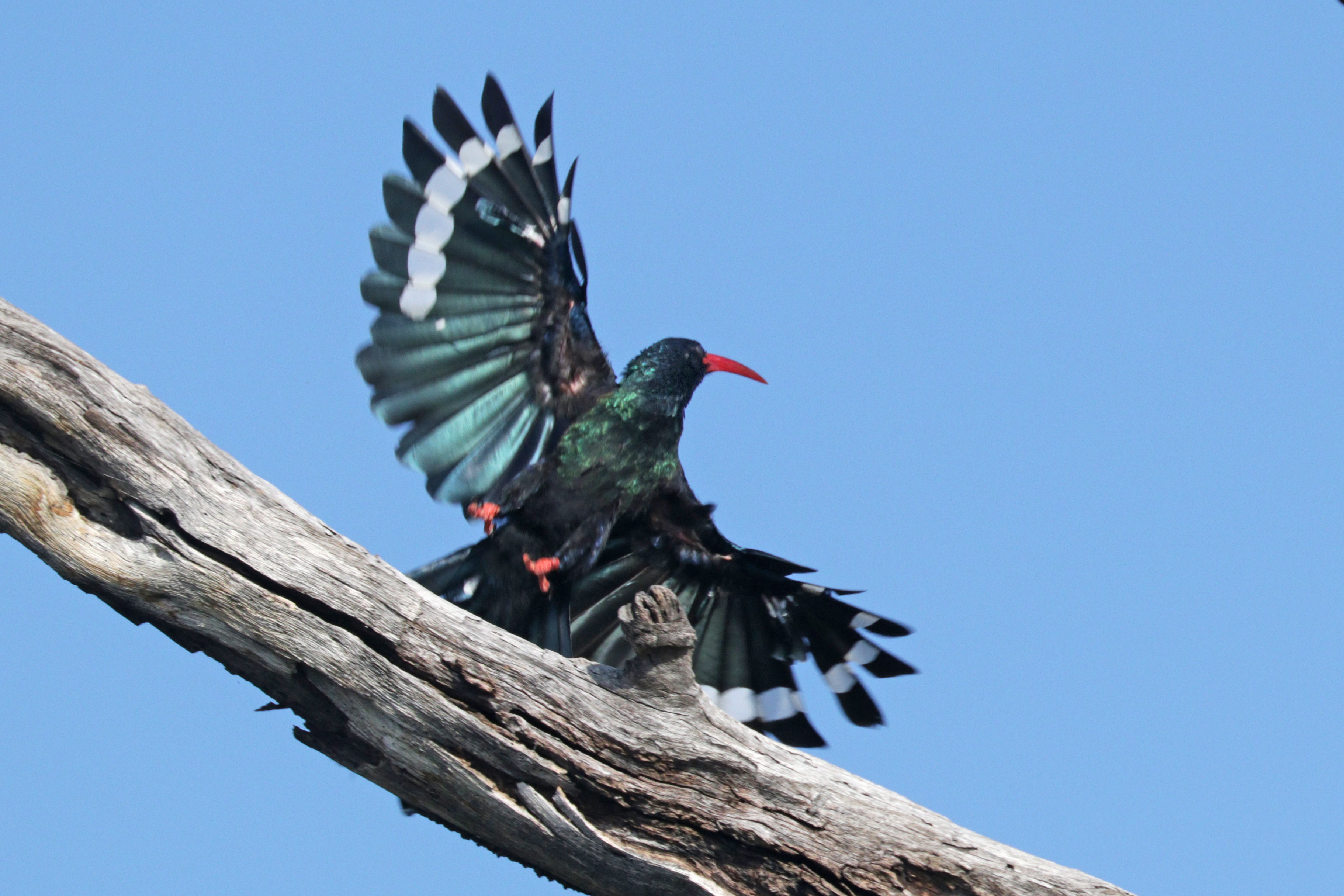
P. p. angolensis Zambezifloden, Zimbabwe
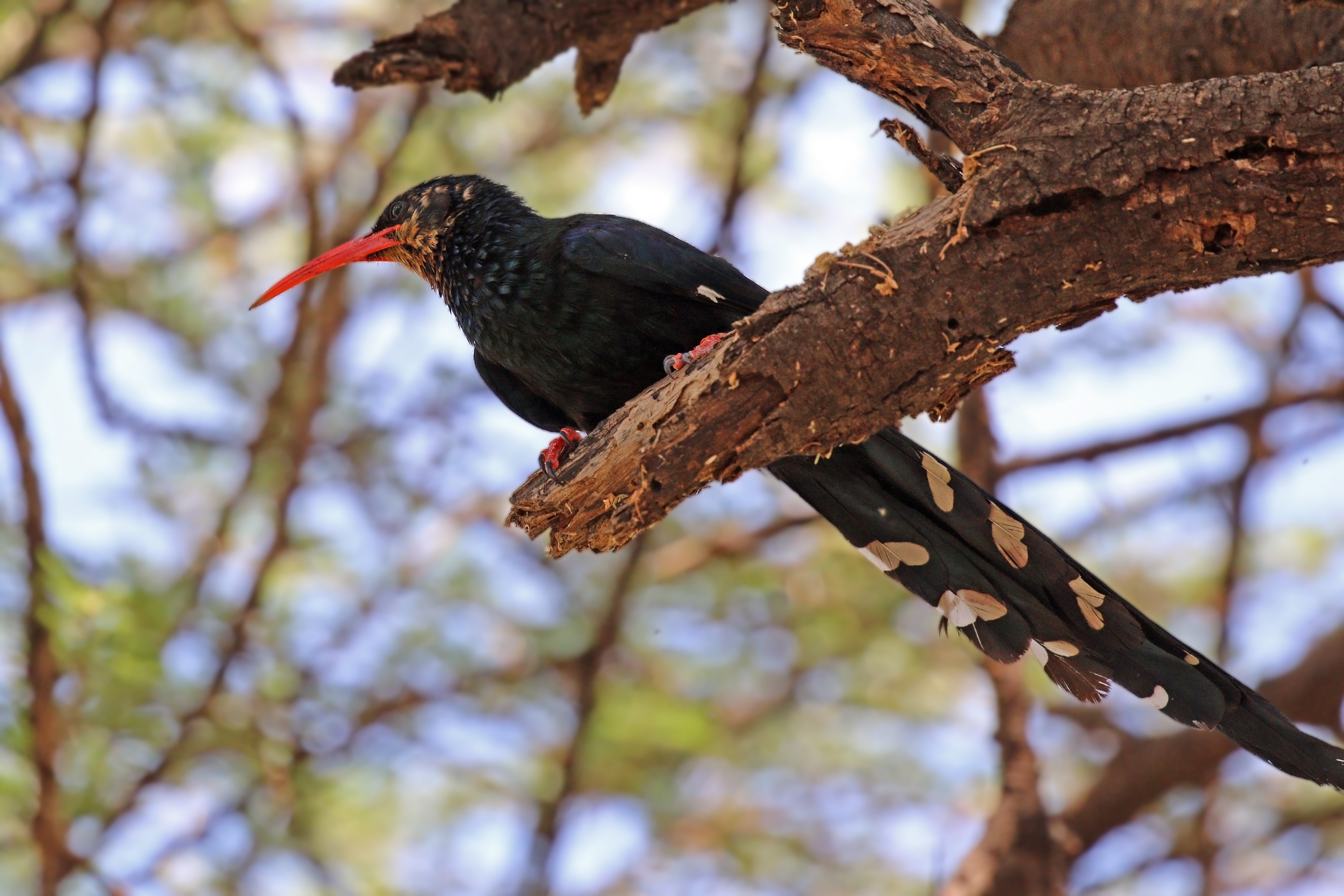
P. p. marwitzi Baringosjön, Kenya